# Поттендорф
Поттендорф (нем. Pottendorf) — ярмарочная коммуна (нем. Marktgemeinde) в Австрии, в федеральной земле Нижняя Австрия. 
Входит в состав округа Баден.  Население составляет 6064 человека (на 31 декабря 2005 года). Занимает площадь 39,81 км². Официальный код  —  30626.

## Политическая ситуация
Бургомистр коммуны — Томас Заббата-Фальтайнер (СДПА) по результатам выборов 2005 года.
Совет представителей коммуны (нем. Gemeinderat) состоит из 29 мест.
- СДПА занимает 15 мест.
- АНП занимает 14 мест.